# Folgoso do Courel
Folgoso do Courel ist eine spanische Gemeinde (Concello) mit 978 Einwohnern (Stand: 2024) in der Provinz Lugo der Autonomen Gemeinschaft Galicien.

## Geografie
Folgoso do Courel liegt im südöstlichen Teil der Provinz Lugo an der Grenze zur Provinz León der Autonomen Gemeinschaft Kastilien und León. Die Provinzhauptstadt Lugo liegt in nordwestlicher Richtung ca. 55 Kilometer (Luftlinie) entfernt.
Umgeben wird Folgoso do Courel von den sechs Nachbargemeinden:
| Samos              | Pedrafita do Cebreiro                       |               |
| A Pobra do Brollón | Kompassrose, die auf Nachbargemeinden zeigt | Barjas (León) |
|                    | Quiroga                                     | Oencia (León) |

Das Gemeindegebiet erstreckt sich im Wesentlichen auf das Tal des Flusses Lor, eingebettet durch die Bergketten Sierra da Trapa und Montes de Lóuzara im Nordwesten und der Sierra do Courel im Südosten. Der höchste Berggipfel der Sierra da Trapa ist der Alto do Pico (1182 m), der Monte das Lampas (1496 m) ist der höchste Gipfel der Montes de Lóuzara und der Formigueiros (1641 m) bildet den höchsten Punkt der Sierra do Courel im Gemeindegebiet.
Durch den Fluss Lor dringen einige im Mittelmeerraum heimische Pflanzenarten in diese Region ein, die im Süden des Territoriums im Sil-Tal häufiger vorkommen. Korkeichen und Steineichen hängen an Schieferspitzen und unüberwindbaren Mauern und besiedeln diese Böden, die für andere Arten unzugänglich sind, die ein reichhaltigeres Substrat bevorzugen. Erdbeerbäume und einige Heidekräuter sind Teil der mediterranen Vegetation, die mit ihnen koexistiert. Zu den krautigen Pflanzen gehören Lavendel und Oregano.

## Klima
|                        | Jan | Feb  | Mär  | Apr | Mai  | Jun  | Jul  | Aug  | Sep  | Okt  | Nov  | Dez |   |      |
| Mittl. Temperatur (°C) | 3,6 | 3,9  | 6,2  | 8,2 | 11,3 | 15,5 | 17,4 | 17,6 | 15,4 | 11,4 | 6,4  | 4,3 | ⌀ | 10,1 |
| Mittl. Tagesmax. (°C)  | 7,6 | 8,4  | 11,1 | 13  | 16,3 | 20,7 | 22,9 | 23,4 | 21,1 | 16,1 | 10,3 | 8,4 | ⌀ | 15   |
| Mittl. Tagesmin. (°C)  | 0,2 | −0,2 | 1,4  | 3,3 | 6,2  | 10,1 | 12,1 | 12,2 | 10,1 | 7    | 3    | 0,9 | ⌀ | 5,6  |
|                        |     |      |      |     |      |      |      |      |      |      |      |     |   |      |
| Niederschlag (mm)      | 130 | 99   | 103  | 108 | 95   | 61   | 37   | 40   | 67   | 127  | 142  | 134 | Σ | 1143 |
|                        |     |      |      |     |      |      |      |      |      |      |      |     |   |      |
| Sonnenstunden (h/d)    | 3,8 | 4,8  | 5,9  | 6,7 | 8,0  | 9,2  | 9,5  | 9,4  | 8,4  | 6,2  | 4,1  | 3,9 | ⌀ | 6,7  |
|                        |     |      |      |     |      |      |      |      |      |      |      |     |   |      |
| Regentage (d)          | 10  | 8    | 9    | 11  | 10   | 7    | 5    | 5    | 7    | 10   | 11   | 10  | Σ | 103  |
|                        |     |      |      |     |      |      |      |      |      |      |      |     |   |      |
| Luftfeuchtigkeit (%)   | 86  | 81   | 76   | 76  | 74   | 70   | 67   | 65   | 67   | 77   | 84   | 84  | ⌀ | 75,6 |

| 0,2 |

| −0,2 |

| 1,4 |

| 3,3 |

| 6,2 |

| 10,1 |

| 12,1 |

| 12,2 |

| 10,1 |

| 7 |

| 3 |

| 0,9 |

| 0,2 |

| −0,2 |

| 1,4 |

| 3,3 |

| 6,2 |

| 10,1 |

| 12,1 |

| 12,2 |

| 10,1 |

| 7 |

| 3 |

| 0,9 |

Die mediterranen und euro-sibirischen Klimazonen machen das Klima der Gemeinde zu einem Bergklima mit starken Temperaturschwankungen von Winter zu Sommer. Luftfeuchtigkeit und Niederschlagsmengen nehmen in den Sommermonaten Juni bis September deutlich ab.

## Bevölkerungsentwicklung der Gemeinde
Legende: Caurel___Folgoso de Caurel___Folgoso do Courel

Quelle: INE-Archiv – grafische Aufarbeitung für Wikipedia
Nach einer Gemeindegröße mit über 6000 Einwohnern sank die Zahl der Bevölkerung seit ca. 1920 stetig bis unter 1000. Dies bedeutet einen Rückgang zwischen 1970 und 1981 um ca. 40 %, im gesamten Betrachtungszeitraum um ca. 85 %.
| Männer | Alterstufe | Frauen |
| ------ | ---------- | ------ |
| 0      | 100+       | 0      |
| 4      | 95–99      | 4      |
| 12     | 90–94      | 19     |
| 28     | 85–89      | 34     |
| 29     | 80–84      | 38     |
| 41     | 75–79      | 38     |
| 42     | 70–74      | 42     |
| 55     | 65–69      | 34     |
| 46     | 60–64      | 40     |
| 39     | 55–59      | 36     |
| 43     | 50–54      | 23     |
| 29     | 45–49      | 26     |
| 36     | 40–44      | 30     |
| 32     | 35–39      | 28     |
| 22     | 30–34      | 32     |
| 16     | 25–29      | 16     |
| 12     | 20–24      | 9      |
| 7      | 15–19      | 4      |
| 6      | 10–14      | 7      |
| 7      | 5–9        | 7      |
| 6      | 0–4        | 10     |

Am 1. Januar 2021 waren ca. 52 % der Bevölkerung (52 % der Männer, 50 % der Frauen) im erwerbsfähigen Alter (20–64), während dieser Wert für ganz Spanien ca. 61 % betrug.
Die erhebliche Überalterung der Bevölkerung der Gemeinde zeigt folgende Tabelle, bei der das Verhältnis von Gruppen von älteren Personen mit Gruppen von Personen der jüngeren Generation verglichen wird:
| Alter | Anzahl Personen | Alter | Anzahl Personen | Provinz | Galicien | Spanien |
| ----- | --------------- | ----- | --------------- | ------- | -------- | ------- |
| 60–64 | 100             | 20–24 | 24              | 49      | 58       | 79      |
| 55–59 | 100             | 15–19 | 15              | 45      | 57       | 71      |
| 50–54 | 100             | 10–14 | 20              | 47      | 56       | 68      |

## Gemeindegliederung
Die Gemeinde Folgoso do Courel ist in neun Parroquias gegliedert:
| Parroquias        | Patrozinium   | Einwohner 2024 | Fläche km² | Dichte Einw./km² | Höhe msnm | Ortskennzahl |
| ----------------- | ------------- | -------------- | ---------- | ---------------- | --------- | ------------ |
| Esperante         | San Pedro     | 90             | 676        | 0                | 676       | 27017010000  |
| Folgoso do Courel | Santa María   | 328            | 574        | 1                | 574       | 27017020000  |
| Hórreos           | San Pedro     | 16             | 1032       | 0                | 1032      | 27017030000  |
| Meiraos           | Santa María   | 108            | 683        | 0                | 683       | 27017040000  |
| Noceda            | San Pedro     | 97             | 993        | 0                | 993       | 27017050000  |
| Seceda            | San Silvestre | 35             | 755        | 0                | 755       | 27017060000  |
| Seoane do Courel  | San Xoán      | 193            | 791        | 0                | 791       | 27017070000  |
| Vilamor           | San Vicente   | 112            | 594        | 0                | 594       | 27017080000  |
| Visuña            | Santa Eufemia | 25             | 1113       | 0                | 1113      | 27017090000  |

Der Hauptort befindet sich in der Parroquia Folgoso.

## Sehenswürdigkeiten
- Festung von Carbedo

Die Festung von Carbedo liegt auf einer Höhe von 930 m, 500 Meter vom Dorf O Carbedo entfernt, an der alten Straße, die Galicien mit dem Bierzo verband, auf einem großen Felsen von 20 m Höhe, was ihr als natürlicher Schutz diente. Das genaue Datum ihres Baus ist nicht bekannt, aber die früheste bekannte Erwähnung der Burg findet sich in einem Dokument aus dem Jahr 1181. Ebenfalls im Jahr 1550 wird sie vom Lizenziat Molina erwähnt, der sie „Fortaleza del Caurel“ nennt. Die Burg gehörte dem Ritter Don Nuno Peláez und seiner Frau Alda, die sie 1181 dem Santiagoorden schenkten. Doch seit dem 16. Jahrhundert verfiel die Burg und wurde abgetragen. Gegenwärtig ist ihr Aussehen ruinös, ein Teil seiner Mauern und der kreisförmige Turm und eine Zisterne sind jedoch erhalten.
Die Burg ist seit 1994 als Bien de Interés Cultural eingetragen.
- Castro de Vilamor

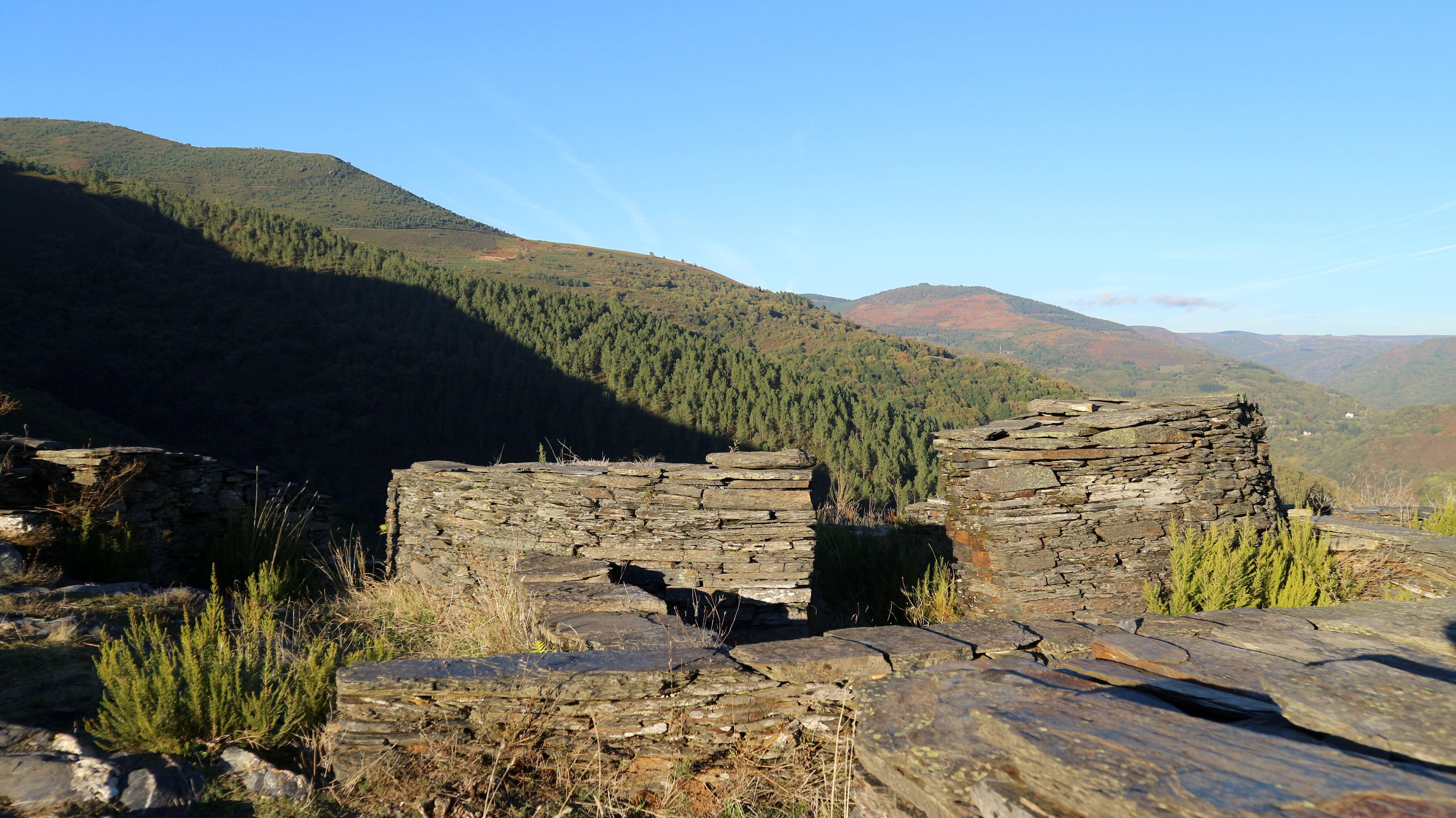
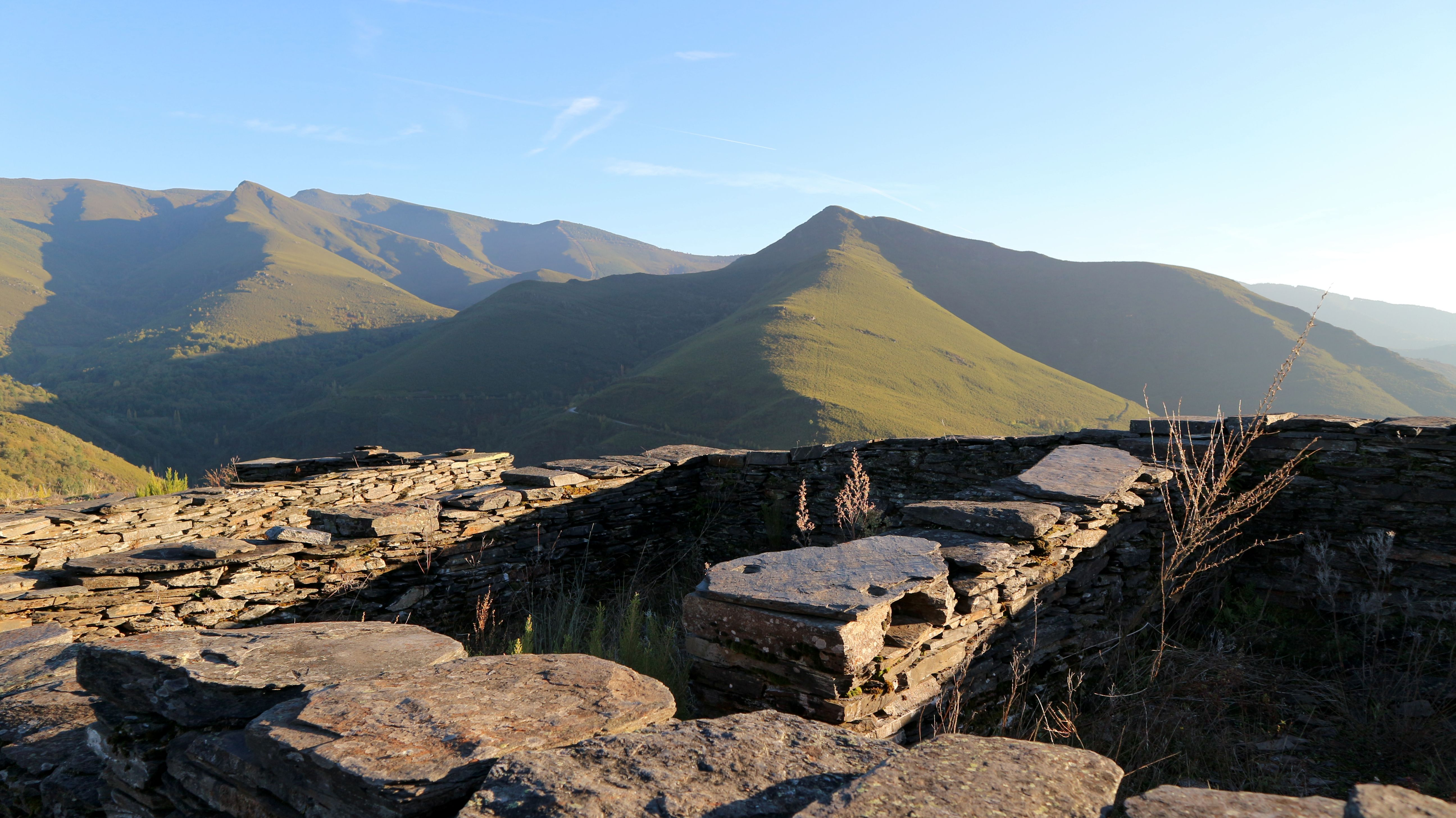

Bevor das Römische Reich die natürlichen Ressourcen von Gallaecia ins Visier nahm, funktionierte jeder Castro autonom. Er hatte sein Territorium, aus dem die Bewohner sich mit fast allem versorgten, was sie zum Leben brauchten, seine Felder, seine Jagdreviere, seine Rohstoffe. Die Gemeinschaften waren jedoch nicht von der Welt isoliert und Beziehungen zwischen Castros aus verschiedenen Gebieten und mit anderen Kulturen waren üblich. Nach der Eroberung Roms verschwand dieses Konzept jedoch. Die Ansiedlung von neuen Siedlungen erfolgte nicht mehr wie in der vorangegangenen Stufe auf Basis der Bedarfsdeckungswirtschaft, sondern nach Kriterien rein wirtschaftlichen Interesses zum ausschließlichen Nutzen Roms. In den Courel-Bergen konzentrierte sich das Interesse des Imperiums fast ausschließlich auf die Gewinnung von Gold, wie die mehr als 100 über die Region verteilten Minen zeigen.
Der Castro de Vilamor war ein befestigtes Dorf im Tal des Flusses Lor, gegenüber dem Castro de Vilar. Die Verteidigungsstruktur des Castros  beginnt in seinem nördlichen Bereich an der Verbindung des Felsensporns mit seiner Umgebung und der dadurch am einfachsten zugänglich ist.
Eine erste Verteidigungslinie bilden sogenannte Spanische Reiter, hochkant gestellte und wie Klingen wirkende Steine, gefolgt von einem in den Felsen gehauenen Graben. Daran schließt sich eine zweite und mächtige Reihe von eingefassten Steinen an, die eine niedrige Brüstung bedecken. Diese zweite Verteidigungslinie endet in der zentralen Zufahrtsstraße zum Ort. Unmittelbar nach dieser Reihe von Rammsteinen behindert ein in den Felsen gegrabener Graben erneut das Vordringen. Nach diesem zweiten Graben verhindert eine dritte Reihe von Steinen mit sehr ähnlichen Eigenschaften wie die vorherigen ein Fortschreiten zu Fuß. Ein dritter, etwa drei Meter breiter, in den Fels gehauener Graben, geht der letzten Reihe von gerammten Steinen (der vierten) voraus. Diese Verteidigungslinie vor einem großen Graben ist etwa elf Meter breit und ähnlich lang wie die vorherigen. Dieser große Wassergraben hat seinen Höhepunkt in der imposanten Mauer, die sich daneben erhebt und als letzte Verteidigung im Norden des bewohnten Raums fungiert.
- Castro de Vilar

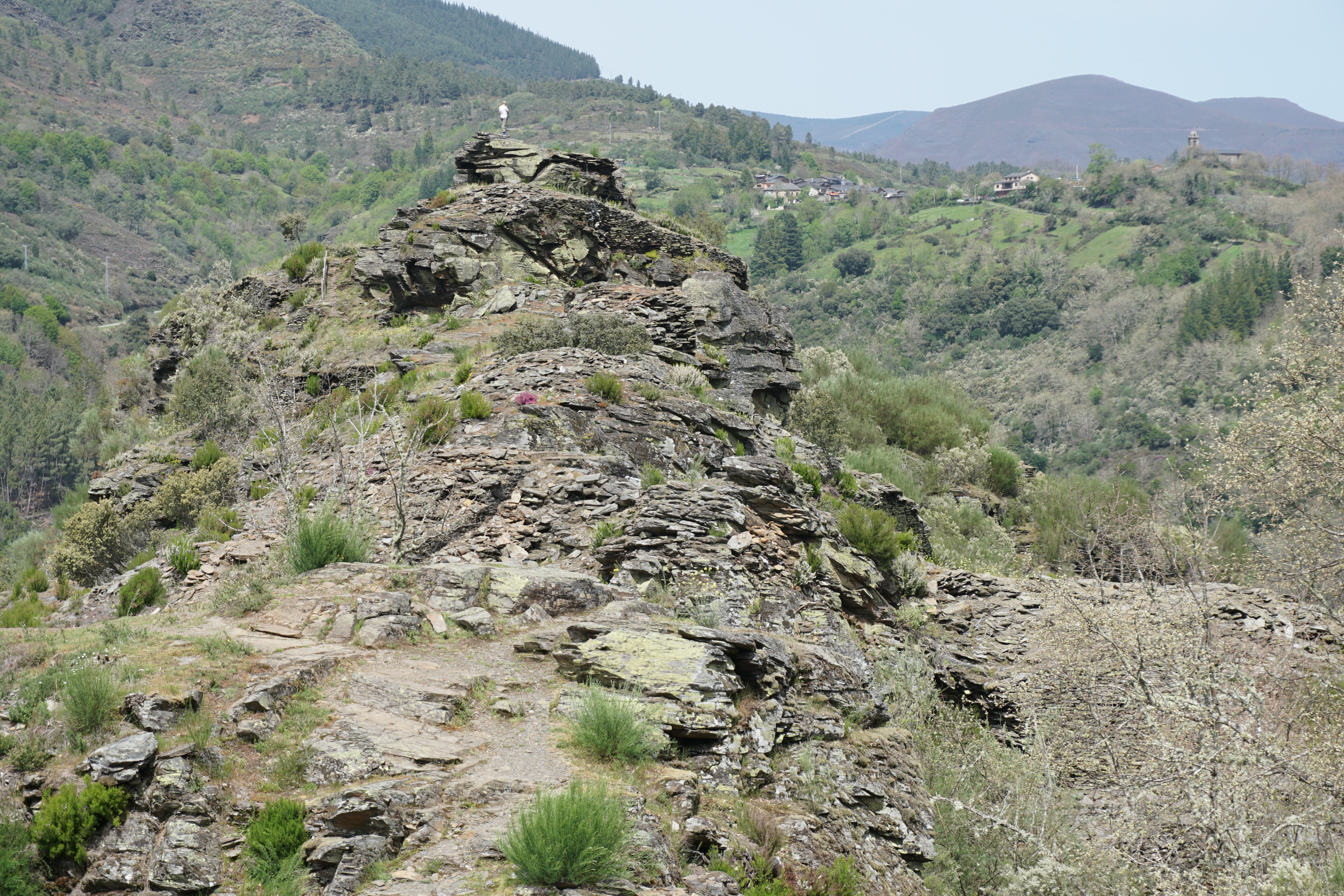
Castro de Vilar

Es handelt sich um einen Castro, eine im ersten Jahrhundert n. Chr. gegründete Ortschaft, Sie wurde errichtet im Rahmen der Reorganisation des Gebiets für die Nutzung der Goldressourcen in der Region in der römischen Zeit.
Der Ort befindet sich auf dem höchsten Punkt eines breiten Schiefervorsprungs, um den der Fluss Lor einen markanten Mäander zieht. Dank seiner sehr steilen Hänge war das Gelände mit Ausnahme des Südens auf seinem gesamten Umfang fast uneinnehmbar. Auf dieser Seite verschmilzt der Sporn mit dem Berg und der Zugang zur Festung ist hier einfach. Um die Verteidigung dieses südlichen Endes zu gewährleisten, wurde ein mächtiges Verteidigungssystem gebaut, das aus vier Wassergräben bestand, gefolgt von ihren jeweiligen Strebepfeilern und Mauern, und ihre Verteidigung wurde mit mindestens drei Türmen verstärkt. Diesem Verteidigungssystem könnte, wie bei anderen Festungen in der Region, eine große Fläche vorgeschaltet sein, die mit Spanischen Reitern bedeckt ist, Setzsteinen aus Schiefer, die hochkant gestellt und wie Klingen wirkten. Am nördlichen Ende kann man, obwohl das Gefälle des Sporns ziemlich ausgeprägt ist, auch einen Wassergraben mit seiner entsprechenden Mauer sehen.
- Castro da Torre

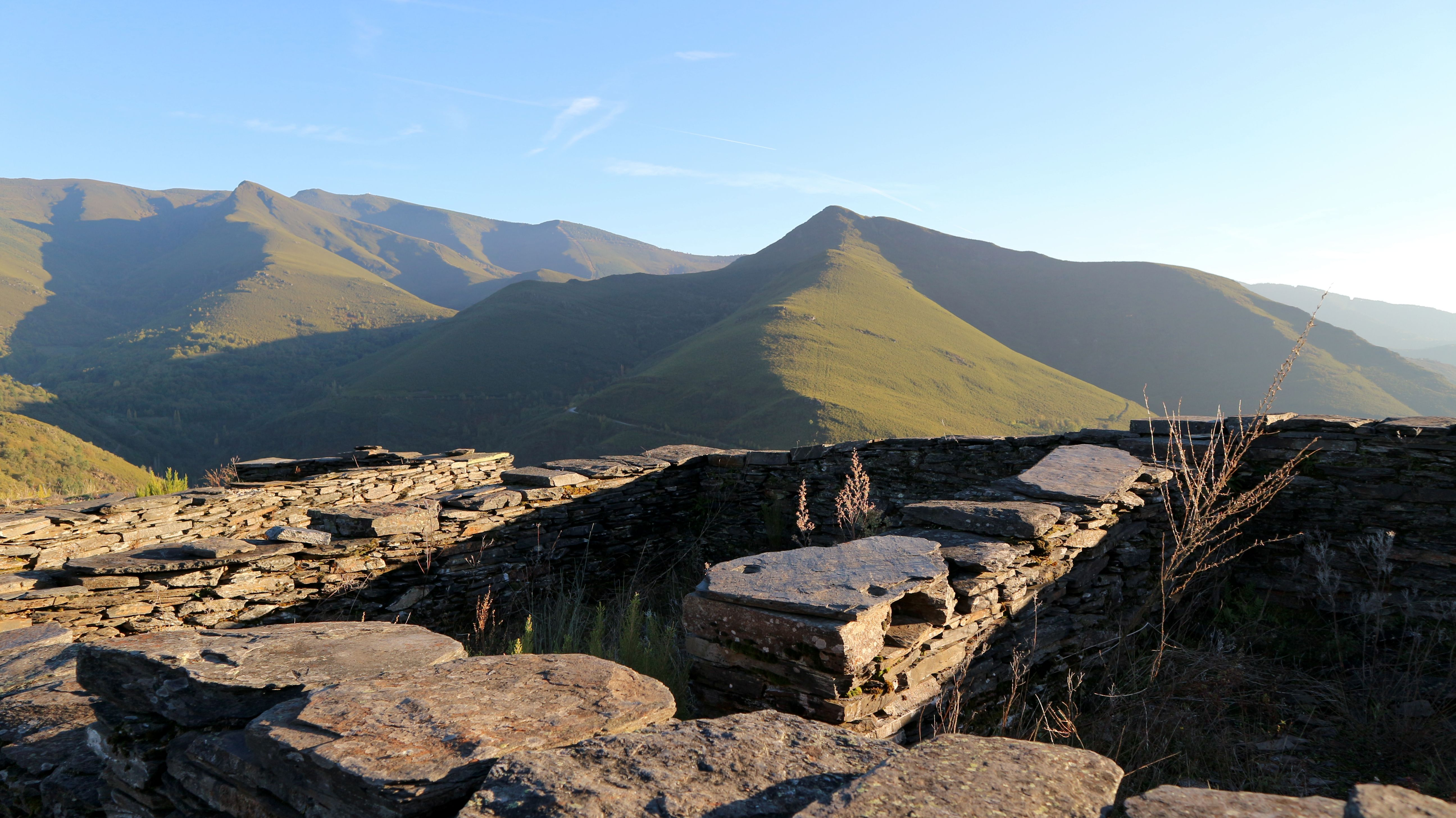
Castro da Torre

Er wurde im ersten Jahrhundert n. Chr. auf einem 300 Meter hohen Schiefervorsprung am rechten Ufer des Flusses Lor erbaut. Es misst 150 × 45 Meter auf seinen Hauptachsen und wird von einer Mauer und einem großen Wassergraben an seinem nordwestlichen Ende begrenzt. Dieser Graben ist 120 Meter lang, 16 Meter tief und 5 bis 20 Meter breit. Das Dorf besteht aus zwei Siedlungen, die in einer Linie entlang des Felsvorsprungs angeordnet sind.
- Castro de Seceda

Das Verteidigungssystem dieses Castros ist eines der besten in der Region, und die Organisation seiner Oberfläche ist ein klares Beispiel für die Anpassung an die natürliche Umgebung. Die Elemente des Verteidigungssystems sind die gleichen wie bei den anderen Castros. Die Nutzungsfläche dieser Stätte, die in der Archäologie „Croa“ genannt wird, beträgt fast 5.000 m². Wie wir an anderen Orten in der Region mit ähnlichen Merkmalen wie diesem Castro sehen können, wird die nutzbare Fläche des Sporns durch den Bau großer Mauern mit der kombinierten Funktion von Verteidigung und Terrassen erweitert. Um Nutzfläche zu gewinnen, wurden sehr hohe Mauern gebaut, die die Unregelmäßigkeiten der Topographie des Geländes aufhoben. Die umfassten Räume wurden mit Schutt gefüllt und boten somit zusätzlichen Flächen für den Bau von Häusern.
Die Häuser, in denen sich das Leben dieses Dorfes abspielte, hatten etwa einen Meter breite Trockenmauern. Die meisten von ihnen hätten gerade Wände und abgerundete Ecken. Seine Abmessungen variieren zwischen sieben und vier Metern Länge. Im zentralen Teil des Geländes befindet sich jedoch eine Gebäude, das sich an den östlichen Rand anlehnt und sich durch ihre Größe vom Rest abhebt. Es könnte sich um ein Bauwerk für die gemeinschaftliche Nutzung handeln, wie beispielsweise ein Rathaus oder ein Lagerhaus.
- Castro de Monte Cido oder Torre Cabreira

Er befindet sich auf der Spitze eines großen Felssporns, geschützt durch natürliche Verteidigungsanlagen und mindestens drei Wassergräben. Die Gebäude befinden sich am Südhang. Hier sind zwei römische Stücke gefunden worden, die im Provinzmuseum von Lugo aufbewahrt werden, die Tábula Hospitalis und der Carbedo-Adler. Die Tábula Hospitalis ist eine rechteckige Bronzeplatte mit dem Text eines Schutzpaktes aus dem Jahr 28 n. Chr. Der Carbedo-Adler oder Caurel-Adler ist eine kleine Bronzeskulptur, von der angenommen wird, dass sie Teil eines Militärbanners war. Jahre nach dieser Entdeckung wurde eine weitere Tafel gefunden, die dem Jahr eins unserer Zeitrechnung zuzuordnen ist, mit identischem Metall und identischen Eigenschaften und die im Museum in der Burg von San Antón in A Coruña ausgestellt ist.
- Aldea de Seceda

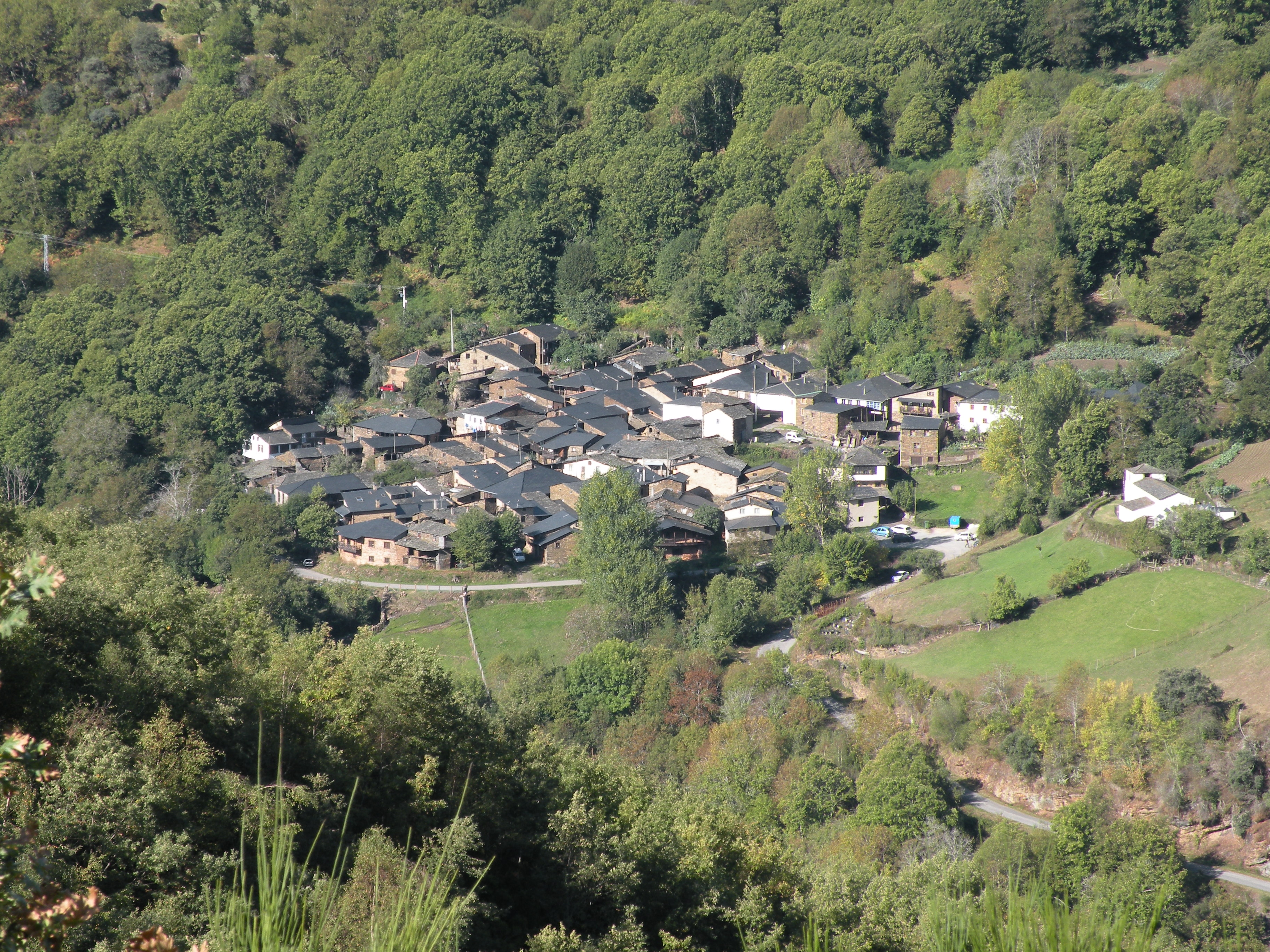
Aldea von Secada

Das Dorf Seceda wurde 1997 zum Kulturgut (BIC) mit der Kategorie „Ort von ethnographischem Interesse“ erklärt (DOG Nr. 150, Mittwoch, 6. August 1997).
San Silvestre de Seceda war einst eine der wichtigsten Gemeinden von O Courel, als mit Erz beladene Karren hier zur Schmiede von Lousadela am Ufer des Flusses Lóuzara fuhren. Die lange Zeit erlittene Abgeschiedenheit abseits der Hauptverkehrsstraßen hat stark zu seiner Entvölkerung beigetragen, aber gleichzeitig dazu geführt, dass es heute einer der am besten erhaltenen Orte in der Gegend ist. Aufgrund der starken Auswanderung wurden zu einem bestimmten Zeitpunkt keine neuen Häuser mehr gebaut, weshalb die Stadt heute fast das gleiche Aussehen hat wie im 19. Jahrhundert. Vor einigen Jahren wurde die Seceda einem umfassenden Restaurierungsplan unterzogen, um ihr wertvolles Erbe der Volksarchitektur zu bewahren.
In Seceda finden wir ein perfektes Beispiel für ein Dorf in den östlichen Bergen Galiciens, wo der Städtebau stark von zusammengedrängten Häuser geprägt ist, mit sehr engen Gassen und durch Dächer, die gleichzeitig als Vordächer dienen, um die Fußgänger an regnerischen und verschneiten Tagen zu schützen. Ein mittelalterliches Dorf, das wahrscheinlich gegründet wurde, als die Bewohner des Castro es auf der Suche nach einem bequemeren und geschützteren Ort verließen.
Wie alle Dörfer im Gebiet der Courel-Berge ist Seceda ein Beispiel für die Anpassung an die natürliche Umgebung, in der es konzipiert wurde. Der grundlegende Rohstoff für den Bau seiner Gebäude ist der Stein und das Holz seiner Umgebung. Auf der einen Seite das Holz der Kastanienbäume in dem Hain, der es umgibt und nährt, und auf der anderen Seite der Stein aus Schiefer und Kalkstein an seinen Wänden und Decken. In einigen der Kalksteine, die die Wände der Häuser bilden, sind Seelilien zu sehen, Fossilien von Meerestieren aus der Zeit vor mehr als 400 Millionen Jahren, als die Berge des Courel noch im Meer versunken waren.
Die Restaurierungsarbeiten haben alle Straßen in ihre typischen Chapacuña-Straßen zurückversetzt, die aus Schieferplatten bestehen, die fest auf den Boden genagelt sind, damit die Überschwemmungen den steilen Bürgersteig nicht beschädigen. Auf dem Schieferpflaster werden die Platten schräg und senkrecht verlegt. Diese Art von Kopfsteinpflaster bietet mehrere Vorteile: eine gute Anpassung an die kurvenreiche Topographie der Straßen, eine gute Haftung für den Einsatz bei Nässe und den Durchgang von Menschen und Vieh sowie eine gute Haltbarkeit bei ständiger Abnutzung durch Schnee, Frost und Undichtigkeiten der breiten Traufen.
Die Aldea ist seit 1997 als Bien de Interés Cultural eingetragen.
- Aldea de Froxán

Das Dorf Froxán wurde 2006 zum Ort von kulturellem Interesse (BIC) mit der Kategorie Ort von ethnografischem Interesse erklärt (DOG, Nr. 88, Dienstag, 9. Mai 2006).
Das Dorf Froxán, das zur Parroquia San Vicente de Vilamor gehört, ist ein herausragendes Beispiel für die traditionelle Lebensweise im Gebiet der Courel-Berge. Das raue Klima, die Topographie und seine jahrhundertealte Abgeschiedenheit, die in starkem Kontrast zu seinem Natur- und Landschaftsreichtum steht, ermöglichten die Aufrechterhaltung traditioneller Lebensweisen, die in vielen Fällen an Lebensweisen erinnern, die heute in Spanien fast verschwunden sind.
Dieser Ort, der im letzten Jahrzehnt des 20. Jahrhunderts und im ersten Jahrzehnt des 21. Jahrhunderts vollständig saniert wurde, ist ein ländliches Gebiet von bemerkenswertem Interesse und ein Beispiel für die Anpassung an die Umwelt, da es einer Mischung aus mittelalterlicher und Castro-Architektur ähnelt: schmale Gassen, die die Topographie begleiten und die Verwendung von Kastanienholz und Schiefer, typisch für dieses Land.

## Mikroreservate
Im Jahr 2015 startete die Asociación Galega de Custodia do Territorio ein Projekt mit dem Hauptziel, das Mikroreservat Serra do Courel für die Erhaltung von Arten und Populationen von Orchideen zu schaffen, die im galicischen Katalog gefährdeter Arten enthalten sind. Es wurden eine Reihe von Aufgaben durchgeführt, darunter die Abgrenzung von vier Mikroreservaten, Bestandsaufnahmen und Bewirtschaftungspläne, Vereinbarungen mit den Eigentümern der Grundstücke und Beschilderung. Die vier Mikroreservate sind: Mikroreservat Afloramento de Visuña, Mikroreservat Alto da Pedra, Mikroreservat Alto do Couto und Mikroreservat Monte Cido. 2019 wurde die Microrreserva de Horreos hinzugefügt.

## UNESCO Geopark Courel Mountains
In der nordwestlichen Region Spaniens beherbergt der UNESCO Global Geopark Courel Mountains eine Vielzahl galicischer Gemeinschaften, die in den Überresten kleiner mittelalterlicher Dörfer und Klöster leben. Die tiefen Täler und Schluchten des Territoriums wurden durch Erosion geformt. Der bemerkenswerte Aspekt seiner Berge wird durch den Bergbau beeinflusst, was die Beziehung zwischen Menschen und den Bodenschätzen der paläozoischen Gesteine der Region widerspiegelt, die das Innere der Halbinsel von der atlantischen Fassade trennen. Es wird angenommen, dass das Römische Reich zwischen dem ersten und zweiten Jahrhundert n. Chr. Dutzende von Goldminen in dieser Region betrieben und paläozoisches Primärgold abgebaut hat, das mit dem Erosionsprodukt goldhaltiger Quarzgänge und der Konzentration ihrer Ablagerungen verbunden ist. Reste prähistorischer Fauna und Flora sowie neolithische Malereien sind ebenfalls gut erhalten in den tiefen Höhlen der Berge zu finden.

## Wirtschaft
| Ackerbau, Viehzucht und Fischerei                                                  | 030 | 010,56 |
| Industrie                                                                          | 035 | 012,32 |
| Bauwirtschaft                                                                      | 029 | 010,21 |
| Dienstleistungsbetriebe                                                            | 190 | 066,90 |
| Total                                                                              | 284 | 100,00 |
| * Daten aus dem Statistischen Amt für Wirtschaftliche Entwicklung in Galicien, IGE |     |        |

## Verkehr
Die Anbindung des Tals an den Rest Galiciens wird durch die Provinzstraße LU-651 realisiert, die in Quiroga auf die Nationalstraße N-120 führt.